# Näsgrynnan
Näsgrynnan är ett skär i Åland (Finland). Det ligger i den västra delen av landskapet, 26 km nordväst om huvudstaden Mariehamn.
Terrängen runt Näsgrynnan är mycket platt. Havet är nära Näsgrynnan åt nordväst. Runt Näsgrynnan är det glesbefolkat, med 11 invånare per kvadratkilometer.. Närmaste större samhälle är Finström, 12,3 km öster om Näsgrynnan. 
I omgivningarna runt Näsgrynnan växer i huvudsak blandskog.